# Vương Ninh (1955)
Vương Ninh (sinh tháng 8 năm 1955) là Thượng tướng Vũ cảnh (PAP). Ông là Ủy viên Ủy ban Trung ương Đảng Cộng sản Trung Quốc khóa XIX, Ủy viên Ủy ban Chính trị Pháp luật Trung ương, nguyên là Phó Bí thư Đảng ủy, Tư lệnh Tổng bộ Cảnh sát vũ trang Trung Quốc. Ông từng giữ chức Phó Tổng Tham mưu trưởng Quân Giải phóng Nhân dân Trung Quốc.

## Thân thế
Vương Ninh là người Hán, từng dùng tên Vương Lỗ Ninh, sinh tháng 8 năm 1955 tại Nam Kinh, tỉnh Giang Tô, nguyên quán ở thôn Đông Trang, trấn Lý Đảo, thành phố cấp huyện Vinh Thành, tỉnh Sơn Đông.

## Sự nghiệp
Tháng 12 năm 1970, Vương Ninh tham gia Quân Giải phóng Nhân dân Trung Quốc, từng phục vụ tại Quân khu Nam Kinh trong thời gian dài. Ông từng giữ chức Trung đoàn trưởng Trung đoàn Pháo cao xạ thuộc Sư đoàn 36 Bộ binh, Tập đoàn quân 12 Lục quân, Quân khu Nam Kinh; Lữ đoàn trưởng Lữ đoàn Pháo cao xạ; Lữ đoàn trưởng Lữ đoàn Phòng không, Tập đoàn quân 31 Lục quân, Quân khu Nam Kinh và Sư đoàn trưởng Sư đoàn 91.
Tháng 12 năm 2003, ông được bổ nhiệm giữ chức Tham mưu trưởng Khu Cảnh bị Thượng Hải. Tháng 7 năm 2005, ông được thăng quân hàm Thiếu tướng. Tháng 11 năm 2006, ông được bổ nhiệm làm Tư lệnh Quân khu tỉnh Giang Tây trực thuộc Quân khu Nam Kinh. Tháng 11 năm 2007, ông được bổ nhiệm giữ chức Tư lệnh Tập đoàn quân 31 Lục quân, Quân khu Nam Kinh.
Tháng 12 năm 2010, ông được bổ nhiệm làm Tham mưu trưởng Quân khu Bắc Kinh. Tháng 7 năm 2012, ông được thăng quân hàm Trung tướng. Ngày 14 tháng 11 năm 2012, tại phiên bế mạc của Đại hội Đảng Cộng sản Trung Quốc lần thứ XVIII, ông được bầu làm Ủy viên dự khuyết Ban Chấp hành Trung ương Đảng Cộng sản Trung Quốc khóa XVIII. Tháng 7 năm 2013, Vương Ninh được bổ nhiệm giữ chức Ủy viên Đảng ủy Bộ Tổng Tham mưu, Phó Tổng Tham mưu trưởng Quân Giải phóng Nhân dân Trung Quốc, thay cho Chương Thấm Sinh.
Tháng 12 năm 2014, Vương Ninh được bổ nhiệm giữ chức vụ Tư lệnh Tổng bộ Cảnh sát vũ trang Trung Quốc, kế nhiệm Vương Kiến Bình. Tháng 1 năm 2015, ông kiêm nhiệm vị trí Ủy viên Ủy ban Chính trị Pháp luật Trung ương. Ngày 31 tháng 7 năm 2015, ông được thăng cảnh hàm Thượng tướng Vũ cảnh.
Ngày 24 tháng 10 năm 2017, tại phiên bế mạc của Đại hội Đảng Cộng sản Trung Quốc lần thứ XIX, ông được bầu làm Ủy viên Ban Chấp hành Trung ương Đảng Cộng sản Trung Quốc khóa XIX. Ngày 5 tháng 2 năm 2018, tại hội nghị toàn thể lần thứ nhất của Đảng ủy Lực lượng Vũ cảnh khóa III, Vương Ninh được bầu làm Phó Bí thư Đảng ủy Lực lượng Vũ cảnh. Năm 2018, ông được bầu làm đại biểu Quốc hội khóa XIII.